# York University

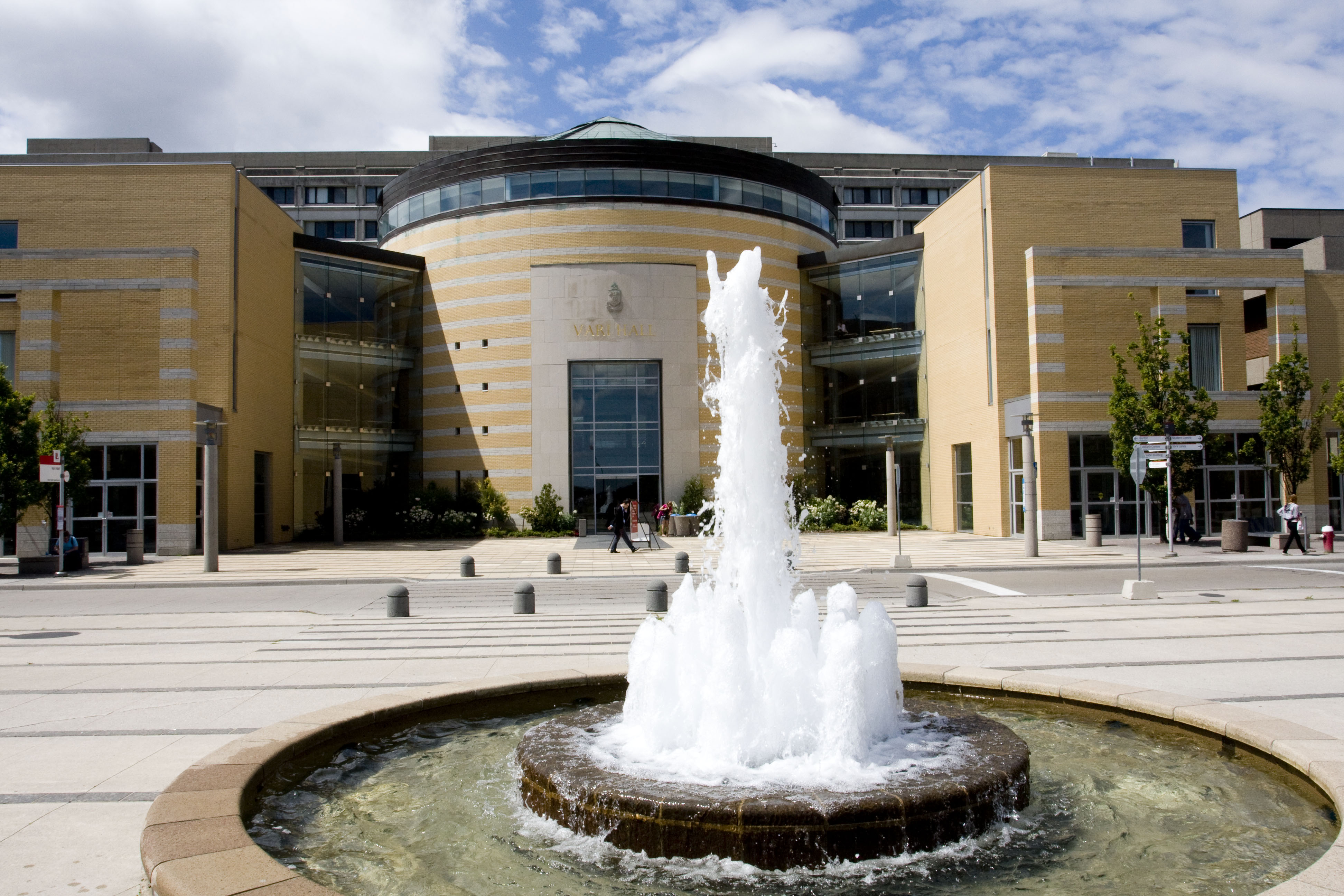
Jeden z budynków uczelni

York University – kanadyjska uczelnia publiczna w Toronto, w prowincji Ontario, założona w 1959 r. Jej nazwa pochodzi od dawnego miasta York, obecnie dzielnicy Toronto.
Był drugim uniwersytetem obszaru metropolitalnego Toronto, po University of Toronto. Jego ogromny kampus, otwarty w 1965 r., znajduje się w północnej części miasta. Jest trzecią pod względem liczby studentów uczelnią w Kanadzie.
Kształci ponad 50 tysięcy studentów i zatrudnia około siedmiu tysięcy pracowników.